# 실버맨 (영화)
《실버맨》은 2023년에 개봉한 대한민국의 영화이다.

## 캐스팅
- 김정팔 : 순철 역
- 박상욱 : 탁배 역
- 신의현 : 경찰 1 역
- 이경준 : 인디밴드 기타 역
- 유재인 : 인디밴드 드럼 역